# A Sirena
A Sirena (em inglês:  The Siren) é uma pintura de John William Waterhouse. A pintura retrata uma sereia sentada à beira de um penhasco, lira na mão, olhando para um marinheiro naufragado flutuando na água, que por sua vez está olhando para ela.
De acordo com o site da William Waterhouse, esta imagem foi pintada em 1900 e atualmente faz parte de uma coleção particular. O preço de venda estimado para a pintura em 2003 foi de um milhão de libras.